# خالد العبیدی (وزنه‌بردار)
خالد العبیدی (انگلیسی: Khalid El-Aabidi؛ زادهٔ ۱۴ سپتامبر ۱۹۹۵) وزنه‌بردار اهل مراکش است. وی در بازی‌های المپیک تابستانی ۲۰۱۶ شرکت کرده‌است.